# Flor Salvaje
Flor Salvaje è una telenovela statunitense, prodotta da Telemundo nel 2011 e girata in Colombia per un totale di 150 puntate.

## Trama
La storia di Amanda Monteverde, una giovane che deve costruirsi una nuova vita per sé e le sue tre sorelle, dopo essere rimasti orfani. Amanda arriva nella città di Nueva Esperanza, attratta dai racconti di ricchezze dovuti alla scoperta del petrolio nel paese. Qui scopre che Nueva Esperanza è dominata da Rafael Urrieta, una persona avida che governa la città con pugno di ferro e crede che il denaro possa comprare tutto. In questo piccolo paese che sembra perso nel tempo, nessuno osa affrontare Rafael Urrieta fino a quando non arriva Amando.

### Personaggi
| Attore/Attrice       | Personaggio                              |
| -------------------- | ---------------------------------------- |
| Mónica Spear         | Amanda Monteverde Castaño "Flor Salvaje" |
| Tony Dalton          | Rafael Urrieta Montenegro                |
| José Luis Reséndez   | Juan Pablo Aguilar Mendoza               |
| María Elisa Camargo  | Catalina Larrazabal de Urrieta           |
| Roberto Manrique     | Sacramento Iglesias                      |
| Norkys Batista       | Sara                                     |
| Gregorio Pernía      | Mariano Guerrero                         |
| Indhira Serrano      | Olguita                                  |
| Geraldine Zivic      | La Mina                                  |
| Carolina Gaitán      | Alicia/Malicia                           |
| Pedro Palacio        | Piruetas                                 |
| Claudia La Gatta     | Clara                                    |
| Angeline Moncayo     | Correcaminos                             |
| Viviana Corrales     | Rocío/Trepadora                          |
| Susana Rojas         | Ana Monteverde                           |
| Laura Torres         | Susana Monteverde                        |
| Sara Quintero        | La Beba                                  |
| Linda Lucía Callejas | Calzones                                 |
| Patricia Ercole      | Matilde                                  |
| Marta Calderon       | Doña Brígida Rojas                       |
| Francisco Bolívar    | Dudi                                     |
| Franco Gala          | Padre Alfonso                            |
| Julio Echeverry      | Abelardo Monteverde                      |
| Juan Pablo Raba      | Emilio Monteverde                        |
| José Luis Paniagua   | Don Raimundo Rojas                       |
| Pedro Rendón         | José María Rojas                         |
| Alex Gil             | Periodista/Enrique "Ricky"               |
| Ana Victoria Beltrán | Fideito                                  |
| Daniela Tapia        | Inés                                     |
| Tim Janssen          | Peter                                    |
| Gonzalo Vivanco      | Francisco                                |
| Tania Falquez        | Lourdes                                  |
| Jonathan Islas       | Abel                                     |